# Hemiciclo a Juárez
Az Hemiciclo a Juárez (kiejtése körülbelül: emisziklo a huáresz) Mexikó fővárosának, Mexikóvárosnak az egyik leghíresebb emlékműve, Benito Juárez kenotáfiuma. Amellett, hogy turisztikai látnivaló, számos ünnepség, gyűlés, tüntetés és menet helyszíne vagy kiindulópontja.

## Története
Az emlékmű 1910-ben épült Porfirio Díaz elnök rendelkezésének megfelelően. Helyén eredetileg a Kiosko Morisco nevű épület állt, azonban ezt lebontották, és Santa María la Ribera városrészbe átszállítva újra felépítették. Az Hemiciclo építészeti munkáit Guillermo Herediára bízták, míg a szobrokat az olasz Lanzzaroni készítette. A 45 napig tartó munkálatok költsége 399 000 peso volt, az ünnepélyes felavatásra 1910. szeptember 18-án, a mexikói függetlenségi háború centenáriumi ünnepségeinek keretében került sor. A rendezvényen Díaz elnökön kívül részt vett Spanyolország, Argentína, Guatemala és az Amerikai Egyesült Államok nagykövete is, Luis Gonzaga Urbina költő pedig verset szavalt.

## Leírás
Az emlékmű Mexikóváros történelmi központjában, Cuauhtémoc kerületben található az Alameda Central park déli részén, az Avenida Juárez nevű úttól északra. A patkó alakú, klasszicista stílusú, görög hatásokat mutató emlékmű építőanyaga carrarai márvány. A patkót 12 darab dór oszlop tartja, két végén egy-egy aranyozott urna helyezkedik el. Központi szobra Benito Juárezt ábrázolja két allegórikus alakkal: a törvény jelenlétében a haza megtestesítője babérkoszorút tesz az elnök fejére. Talapzatán füzér- és koszorúdíszítés látható, benne az „AL BENEMERITO BENITO JUAREZ LA PATRIA” felirattal, ez alatt pedig egy kitárt szárnyú sast, két oroszlánt és egy neoazték stílusú meanderes díszítést tartalmazó tömböt magába foglaló szoboregyüttes helyezkedik el.

## Képek

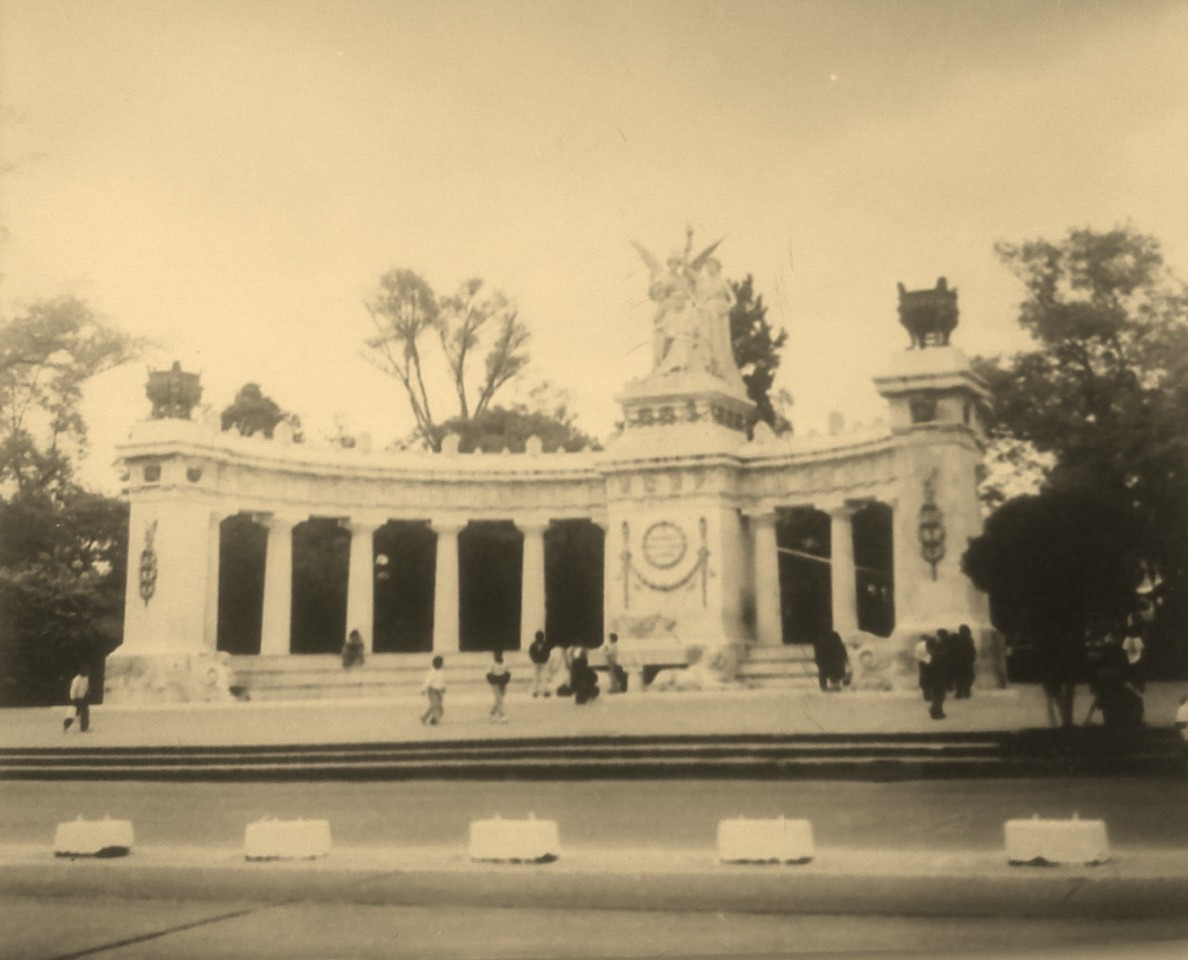
Régi képen
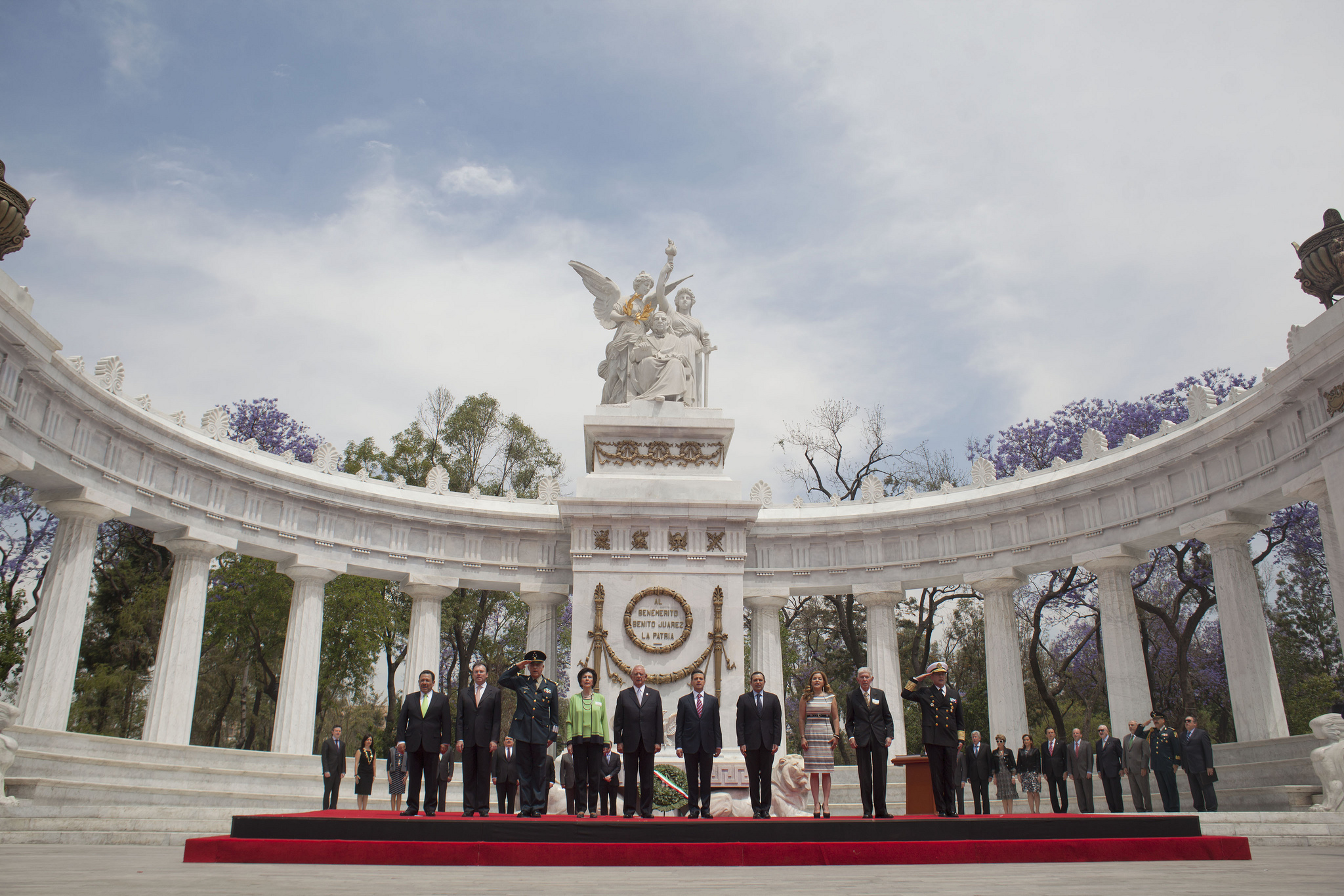
Ünnepség Benito Juárez születési évfordulóján
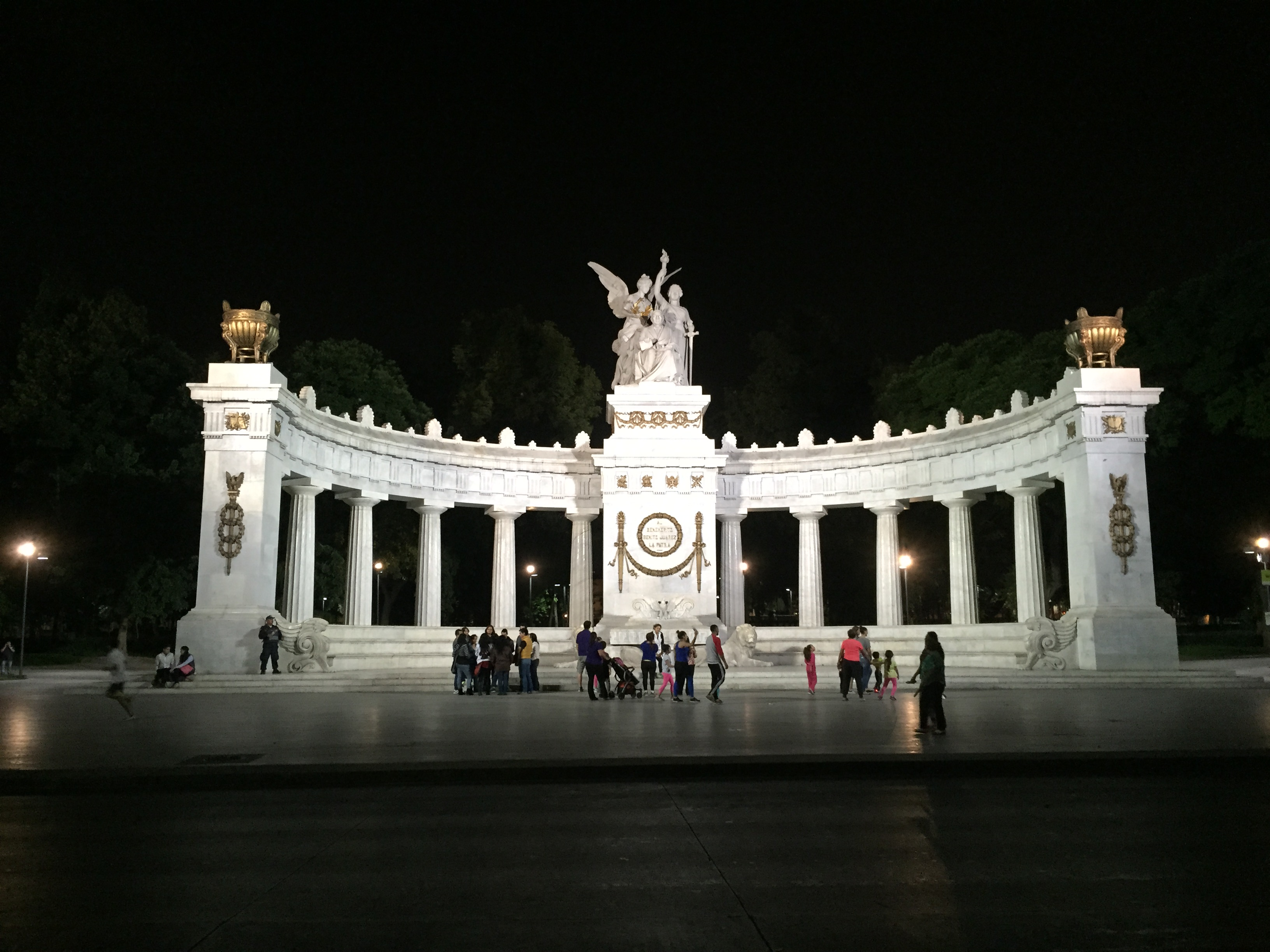
Éjjel, kivilágítva
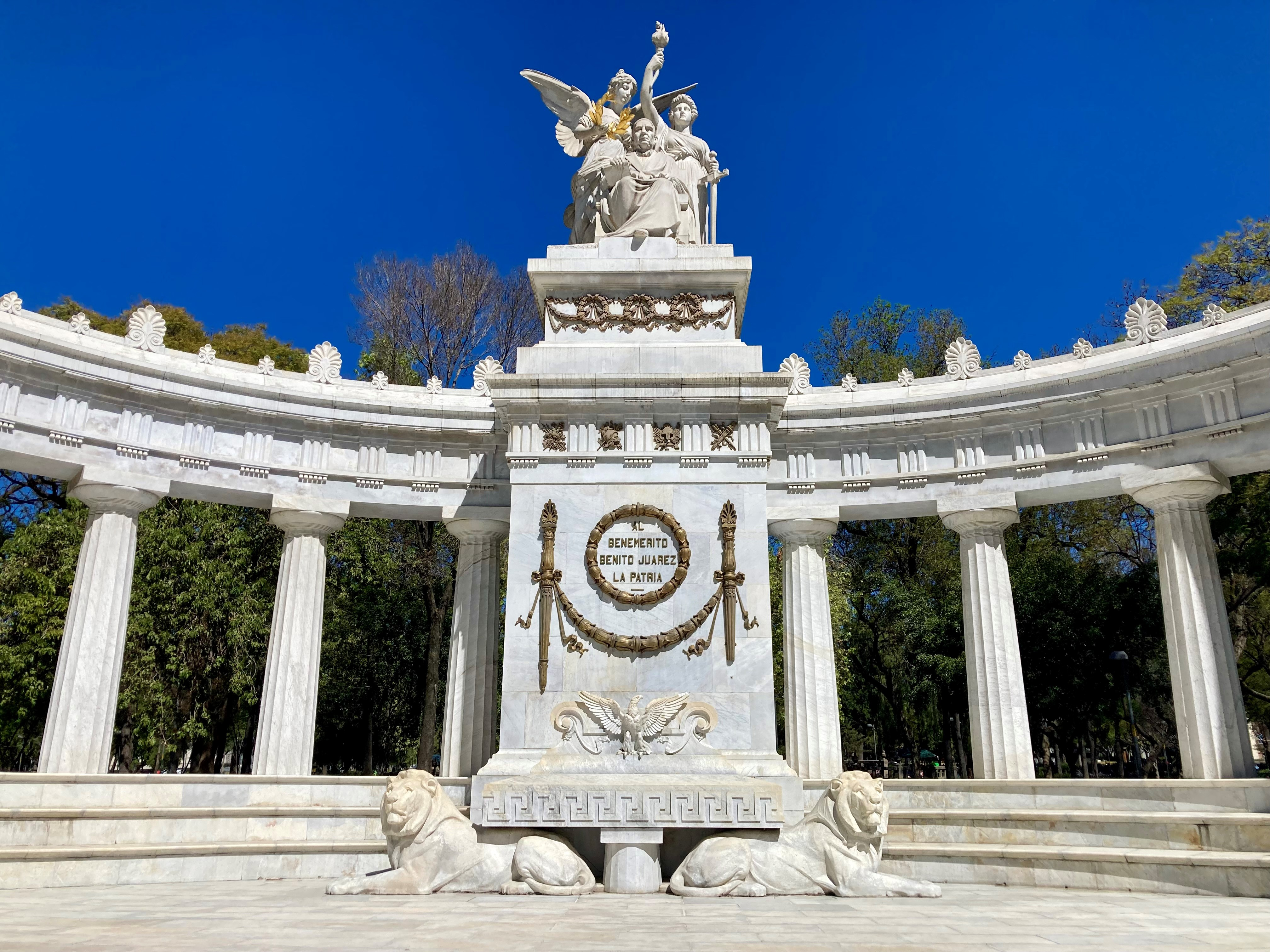
Részlet
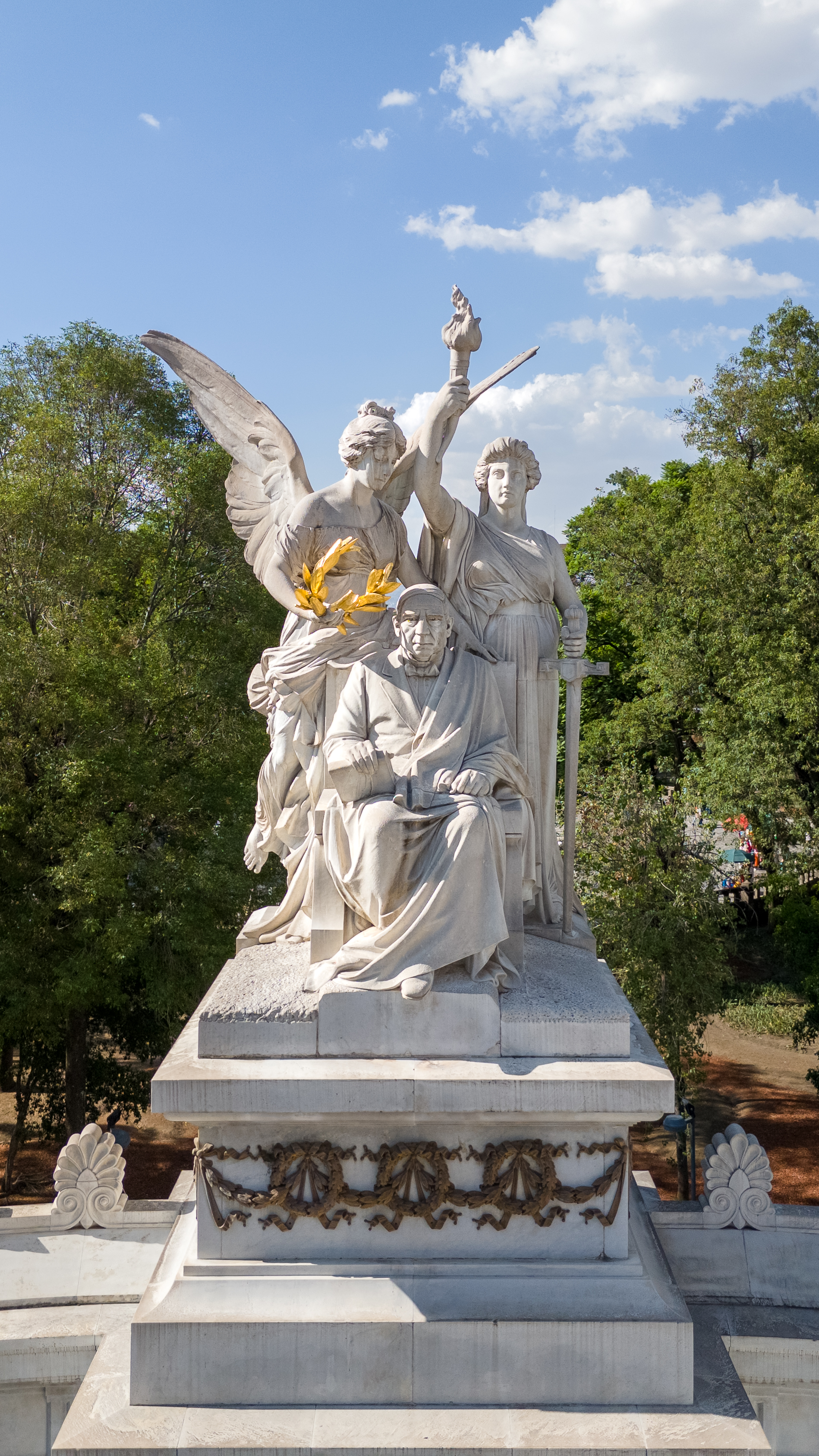